# Större taggstjärt
Större taggstjärt (Synallaxis hypochondriaca) är en fågel i familjen ugnfåglar inom ordningen tättingar.

## Utseende och läte
Större taggstjärt är en, som namnet avslöjar, stor taggstjärt (18,5 cm) med relativt lång stjärt. Ovansidan är brun, mörkast på hjässan och ljusast på övergumpen, med roströda mindre vingtäckare. På huvudet syns ett långt vitt ögonbrynsstreck och att den är sotfärgad på tygel och örontäckare. Undersidan är vit med tunn men kraftig streckning på bröst och flanker. Lätet är ett högljutt tjattrande.

## Utbredning och systematik
Fågeln förekommer enbart i nordvästra Peru (övre Marañónprovinsen). Den placerades tidigare som enda art i släktet Siptornopsis, men DNA-studier visar att den är en del av Synallaxis.

## Status och hot
Större taggstjärt har en liten världspopulation bestående av uppskattningsvis endast 6 00–15 000 vuxna individer. Den tros också minska i antal till följd av habitatförlust. Internationella naturvårdsunionen IUCN kategoriserar den därför som nära hotad (NT).